# ワクフ (オンラインゲーム)
ワクフ（英: Wakfu）は、パソコン（Linux、Mac OS X、Windows）向けのスクロール形ファンタジーMMORPG、およびこれをベースとしたテレビアニメ。前編に相当するドフス（Dofus）の時代から1000年後の世界を舞台としている。製作はフランスを拠点とするAnkama Games。

## システム
ドフスおよびDofus Arena同様ターン制戦闘を採用しているが、シミュレーションロールプレイングゲームとしての一面も持っている。ゲーム内では狩猟や農耕ができるほか、軍隊を率いたり、選挙で役職を得たりするなどといった政治活動も可能である。
プレイヤーはドフスと同様の種族を選べるが、ドフス時代からの変更点が存在する。また、ゲーム内の職業は全部で16存在する。

## プロローグ
ドフスの時代、食人鬼オグレストは一人の女性の心をつかむため、6つのドフス、つまり強力な力を秘めたドラゴンの卵を集めた。しかしドフスは彼が望んでいた幸福をもたらすどころか、オグレストを最愛の人に拒絶され、神から責められる厄介者に変えてしまった。怒りと悲しみに打ちひしがれた彼は世界の頂上にのぼって泣いた。その涙は大洪水となって世界を飲み込み、大陸を島々に変えた。ドフスの時代に終わりを告げた大洪水から1000年が過ぎた時代、危機は終わっていなかった。生物の原始エネルギーであるワクフがバランスを崩し、水位が上昇し、自然が暴走しはじめたのだ。

## 関連作品
Wakfu : Les Gardiens
PC向けMMORPG。
Islands of Wakfu
Xbox Live Arcade向けに配信されたアクションアドベンチャーゲーム。
ワクフ・レイダース（Wakfu Raiders）
iOS (アップル)/。
開発は『ブレイブフロンティアで知られるgumi Gamesの子会社gumi Asiaが担当。2015年6月よりオーストラリアや東南アジアで配信開始された。
日本での配信は2015年9月10日に開始されたものの、2016年6月28日16時をもって終了することが発表された。
ワクフ
#テレビシリーズを参照。
Mini-Wakfu
二頭身キャラクターの登場するアニメーション作品。テレビシリーズの設定が基になっている。
Wakufu Heroes
本作の世界を舞台とした漫画。ユーゴとは別の人物が主人公。

## テレビシリーズ
Ankama Animation によりフランス語のテレビアニメとして製作され、第1シーズン（全26話）は2008年10月30日より、第2位シーズンは2010年1月からFrance 3チャンネルで放送された。ゲームと同じくアニメーションはAdobe Flashを使用して制作された。製作監督はAnthony Roux、またキャラクターデザインはXavier Houssin と Kim Etinoffが担当。London MCM Expoで最初の二話の英語版が発表された。2010年夏にはドイツの放送局｢RTL2｣でも放送された。スペシャルエピソードの "Noximilien l'Horloger"は日本で製作され、湯浅政明がキャラクターデザインを担当した。
2014年、テレビアニメの英語版Blu-ray制作に向けたクラウドファンディングがKickstarter上で行われ、予定以上の額の資金が集まったため、テレビシリーズの6年後を描いたOVAが制作された。
2015年9月、ネットフリックスにてテレビシリーズ版の日本語字幕版の配信が開始され、その後OVA版の日本語字幕版も配信開始された。2017年7月からはディズニーXDで日本語吹替版の放送が開始された。

### 主要キャラクター
声優は、日本語吹き替え版 / 原語版。
ユーゴ（Yugo）
声 - 藤田奈央 / ファニー・ブロック（Fanny Bloc）
物語の主人公。青いフードがトレードマークの12歳の少年。赤子の時にドラゴンのグルガロラグランに連れられ、エヌトロフの民のアリベールに預けられた。アマクナの沖合の小さな島の森の中にある村エメルカにある料亭で親子として暮らしていたが、託されたメッセージにより本当の家族を探す旅に出る。いつもトフのアズ（Az）を連れている。
純真な心の持ち主で困っていたり苦しんでいる人を見過ごせない性格。疑うことを知らずにすぐに騙されてしまう場面も多い。
ポータルを作り出す能力を持ち、入り口と出口を発生させ自在に出入りすることが出来る。シーズン1物語終盤の修行によりポータルを連ねてエネルギーを放出させる技を会得する。また連続でポータルを繋げる事により高速移動が出来るようになる。
トレードマークの青いフードは人前では絶対に外す事はなく、「友人にも見せたことのない秘密」となっていたが、シーズン2のラストでその秘密が明らかになる。
アマリア・シャーンシャーム（Amalia Sheran Sharm）
声 - 尾崎由香 / アデリーヌ・チュタイ（Adeline Chetail）
木人族の住むサディダ王国のプリンセスである13歳の少女。緑色の髪と褐色の肌、大きな花の髪飾りが特徴。生命の樹の見せた予知夢に従い、世界を知るために父親の国王の反対を押し切りエヴァンジェリンを連れ旅に出る。迷いの森でユーゴ一行に出会い、旅を共にするようになる。
明るく楽天的な性格だが非常に気分屋でプライドも高い。お姫様であるがゆえかわがままなところも多く、また浪費家でもある。女子的な部分も強くおしゃれや可愛いもの、美味しいものに目がない。
エヴァンジェリンとは幼い頃からの付き合いで日頃はついきつく当たってしまうこともあるが、友人としてまた姉妹のような関係としてとても大切に思っている。なのでエヴァンジェリンに危険が迫ると取り乱してしまうこともしばしば。ちなみに男性の趣味はさほど良いとは言えない。
家族にはアルマンド王子という兄がいる。母親の王妃はアマリアが幼い頃に死別しているが詳細については触れられていない。生命の樹の見せた夢の中で登場するがアマリアに面影がある美しい女性である。
サディダの民の特有の植物を操る能力を持っている。また植物と心を通わせることも出来る。巨大なツタや根を攻撃と防御に使い、主に防御術に長けている。精霊の宿った小さな人形を使役しており、アマリアの様々な手助けをする。人形はアマリアと精神状態が通じており、アマリアが邪鬼ローズの猛毒に侵された際には影響を受け暴走してしまった。
サー・トリストパン・ペルスダル（Sir Tristepin de Percedal）
声 - 髙橋孝治 / トマ・ギタル（Thomas Guitard）
名誉を重んじるイオップの騎士である16歳の少年。自信家で命知らず、理由があって過去を明かさない。欠点も多いが仲間たちは彼を頼りにしている。愛称はユーゴのつけた「パンパン（Pinpin）」。
イオップが組織するシュシュ守護騎士団に所属しており、シュシュの宿った魔剣ルビラックスを従えている。普段着として、シュシュ守護騎士団の正装であるノースリーブで白地に十字の紋章入りのシャツを身に着けている。イオップの種族は戦いを重んじており、それこそが物事の解決の全てで名誉とは戦いであり戦いによる死であると信じている。
考えて行動することが苦手でまず体が先に動くタイプの性格。後先を考えずに物事を判断するので、劇中でもその浅はかさを「イオップ頭」と揶揄されている。しかしそれは「直感を信じろ」という戦士としての重要な思想であり、大切な友や仲間を救うための彼なりの精一杯の行動の表れでもある。
ルビラックスに体を乗っ取られアリベールの料亭で暴れていたところをユーゴに救われ恩義を感じ、彼の両親探しの旅に同行する決意をする。続編の三部作では、彼の正体は実は遥か遠い過去に12の世界に降り立ったイオップ神の生まれ変わりであることが明かされ、とある理由によりイオップ族の人間として神の記憶と力を封印し長きに渡り生活していた。トリストパンの師匠はイオップの神であった頃に設けたトリストパンの息子で、記憶を封じた彼をずっと見守っていた。ルビラックスもそれを知っており、時が来れば知らせることになっていた。
なお、劇中ではトリストパン以外のイオップが数人登場するが、イオップ族の女性は登場せず、イオップの国が劇中で言及されることもなかった。
英語吹替版においては名前が「サー・パーセダル・オブ・サドリーグローブ（Sir Percedal of Sadlygrove）」に変更されており、愛称も「ダーリー（Dally）」に変わっている。
ルビラックス（Rubilax）
声 - 山下大毅 / ジェラール・スルーグ（Gérard Surugue）
トリストパンの持つ魔剣に宿るシュシュ。通常は小刀くらいのサイズだが戦闘に応じて長剣、魔剣へと変化する。魔剣化した時の刀身はルビラックスの真の姿にある模様に似ている。
リュエル・ストルード（Ruel Stroud）
声 - 浦山迅 / パトリック・ベチューン（Patrick Béthune）
エヌトロフの秘宝を探しているトレジャー・ハンターの老人。アリベールの古くからの友人で賞金稼ぎをして暮らしていたが、ユーゴの両親探しの旅に同行するようアリベールに頼まれ共に旅に出たという経緯を持つ。とにかくケチでカマと呼ばれるワクフの世界での金貨に目がなく、時には仲間の危機にあっても金儲けのことを考えたりもする。金への執着はストルード一族の血筋だと本人は言っている。その一方で、同行する他の仲間を本人は仲間というよりも家族だと思っている優しい一面も持っている。
スモックのような上着に下駄履きというシンプルな衣装で、中が別次元に繋がっていて人も入ることの出来る隠れ家カバンというアイテムを持っている。アマリアいわく、リュエルの足と同様に中はとても臭いらしい。シーズン1物語終盤でタンクトップにパンツルックという軽装に着替えた。
若い頃はボンタの都市にあるゴッボウルと呼ばれるスポーツのチームリーダーを務めていたが、ある日なぜか突然チームを去り賞金稼ぎになった。辺境の地に自宅兼財産保管庫を構えており、呼び出しの薬でしかそこへ行けないようにしている。
金のシャベルを武器に棒術を主体に戦うが、時に魔法のような技を使うこともある。200歳を超える高齢であるが非常に体術に長け、稀にイオップに匹敵する戦闘力を発揮する。
エヴァンジェリン（Evangelyne）
声 - のぐちゆり / ジュヌヴィエーヴ・ドング（Geneviève Doang）
クラの種族の金髪の美しい17歳の娘でアマリアの護衛兼侍女。長髪をアップにして髪留めでまとめてあり、動きやすい短めのタイトドレスとロングブーツの衣装が特徴。真面目で現実的な考えの持ち主で目的のためにまっすぐに行動するタイプ。それゆえか厳しい一面も持っており、仲間からは疎まれてしまうこともある。特にイオップの考え方とは反りが合わず衝突することも多い。責任感の強さの表れから使命を重んずるが、何よりも仲間とそしてアマリアを大事に思っている。アマリアの巡礼の旅に護衛として同行し、ユーゴたちの運命の旅に加わることになる。
幼い頃にアマリアの侍女として仕えることになったが、年齢があまり離れていなかったせいか姉妹のような存在として接することが多く、お互いに理解者であり大切な友達として育った。
俊敏でしなやかな動きと卓越された弓術に長けており、その能力は複雑な地形でも平地であっても発揮される戦闘力の高さを誇っている。他にも遠くを見通す遠視の能力も使用出来る。弓は特殊な製法で作られたもので携行する際は小さく変形している。撃ち出される矢は実際の矢ではなくエネルギーが実体化したもので数は無限。場合によって炎や氷、雷などの属性を撃ち出すことが可能。時には呼び出しの矢や退却の矢など特殊な効果を持つ矢を放つことも出来る。
クラの種族は弓を神聖視しており、彼らにとって誇りであり命そのものである。弓を傷つけられたり奪われたりすることは最大の侮辱であり死に匹敵する。
家族については語られることはないがクラオフェという同じくクラの護衛団に所属する妹が存在する。
シーズン2ではある出来事がきっかけで一人旅立つことになり、その頑なな決意から美しい長髪をばっさりと切りショートボブにして、衣装もボディースーツに着替えた。
グルガロラグラン（Grougaloragran）
声 - 五王四郎 / ベノワ・アルマン（Benoît Allemane）
かつて存在した古代の生物ドラゴンの生き残りで、その身に凄まじい量のワクフを秘めている。まだ赤子のユーゴを連れてある目的のために旅をしていたところをノックスに襲われる。ノックスを退けたものの傷は深く、近くに居たエヌトロフの民のアリベールという男に赤子とトフを託した。
普段はドラゴンの姿をしており、巨大な体に翼を持ち、炎を吐き魔法を操る。不死の命を持つとされている。人の姿になることも出来る。
アダマイ（Adamaï）
声（シーズン1、2、OVA） - 辻野悦子 / ドロテ・プセオ（Dorothée Pousséo）
声（シーズン3） - ジェレミ・プレボ（Jérémy Prévost）
伝説のドラゴンの一人で、12歳の少年。ユーゴの双子の兄弟。アリベールに預けられたユーゴに対し、グルガロラグランに自ら育てられ、ワクフを操る術を教わっていた。グルガロラグランと同様に変身術を使うことができ、初めてユーゴの前に姿を現した際は人間の姿をしていた。
シーズン2の終盤やOVAではユーゴとの確執が目立つようになり、シーズン3で大人になって再登場した際はユーゴに敵対する。
ノックス（Nox）
声 - 飛田展男 / ベンジャマン・パスカル（Benjamin Pascal）
ゼロールの種族でシーズン1の最大の敵。古代の遺産であるエリアキューブと呼ばれる不思議な装置を持っており、それに生命のエネルギーであるワクフを注ぎ込みある計画を成そうと企んでいる。巨大な時計の形をした移動要塞を居城としている。
ゼロールは全身に包帯を巻き鉄の仮面を付けた姿で、時を操る魔法を得意としている。通常ゼロールの使う魔法は時の流れを緩やかにする程度だが、ノックスに関してはエリアキューブの力で増幅されており完全に時を静止させることが可能。他にも時計の長針をモチーフにした長剣を携え、瞬間移動やワクフのエネルギーを実体化させ武器にして戦う。さらに機械仕掛けの技術を使い、エリアキューブの発するエネルギーを利用して巨大なポータルを作製することも出来る。
彼の生い立ちや詳しい目的については断片的にしか語られることはなく、謎の多い存在として描かれている。ちなみに他のゼロールの種族は普通に他の種族に紛れて生活しているので、全てのゼロールが彼のような存在という訳ではない。
ノックスの配下
グランボ（Grouilleux）
ノックスの生み出した人造生命体。彼の指示に従い巨大ポータル装置の設置や侵略行為を行っている。主に製造や建築、移動要塞の維持に従事していることが多い。戦闘もこなすがさほど能力は高くはない。
四体の人形（Xelor's Automata）
重要な戦闘の際に呼び出される人造生命体。それぞれが特化した攻撃能力を有しており、コンビネーションで相手を追い詰める戦法を得意としている。そのうちの一体の人造生命体はサディダの木人族に似た姿をしており、木人族の体を乗っ取り植物を操る能力を支配することが出来る。その力で植物の巨大ポータル装置を生み出した。四体ともワクフをエネルギー源にして稼働している。
レイザータイム（Razortemps）
ノックスの最終兵器。時計をモチーフにした巨体で、両腕から高出力のエネルギーを射出しすべてを蒸発させる凄まじい攻撃能力を持っている機械兵。ノックスのサディダ侵攻の際に邪魔な森を除去するため投入された。
キルビィ（Qilby）
声（シーズン2） - 不明 / エリック・コーリン（Érik Colin）
声（シーズン3） - 不明 / ロラン・モルトー（Laurent Morteau）
エリアトロープでシーズン2の敵。
エリアキューブの力を使用する際、偶然空白の次元から召喚された。
12の世界に来てエリアトロープの起源（半分真実）を説明し、ユーゴに自身の妹のドラゴンであるシノノメの卵の回収を依頼した。
真の目的は、自身の宇宙船へ、星のワクフを全て吸収（星は滅ぶ）させ、Krozmosの宇宙の探索の旅に出ることである。
通常は物腰柔らかで友好的な態度だが、エリアキューブの力を得てからは一転して残忍で狂った本性をあらわにする。
孤独への恐怖や、何度生まれ変わっても永遠に記憶を引き継ぐ固有特性などから狂気に苛まれている。
趣味は新たな星の未知の生物の標本を採集すること。
意図的に戦争を誘発させ、それを名目に同族達に故郷を放棄させ、強制的に自分の探索の旅に付き合わせた。
ユーゴと同じ能力を持つが、より高度な派生・応用した技が使え、ワクフの利用や、エリアキューブの完全な知識を持ち使いこなすことができる。
オロポ（Oropo）
声 - 不明 / フランク・ロレイン（Franck Lorrain）
シーズン3の主な敵で種族はEliotropes（Eliatropesとは異なるが、発音がほぼ同じためややこしい）。
オグレストを利用しカオス事件を起こしたり、ノックスにエリアキューブを偶然を装い発見させるなど、主要な大事件の元凶。
ユーゴがオグレストと戦った際、ドフスがユーゴの願いを歪んだ形で叶えたため生まれた、ユーゴの分身達の1人で、オロポが最後の生き残りである。
自分たちを救ってくれなかったユーゴや神々を恨んでおり、半神達を引き連れ、現在の神々を滅ぼし成り代わる計画を画策。
エリアキューブにドフスを取り込み強力な爆弾とし、神界イングロリアムの消滅を目論む。
また、オリジナルであり種族にとっての主神であるユーゴと融合することにより、超越的な力を発揮することができる。

### 舞台・組織
ワクフの世界はドフスの時代に起きた大洪水により巨大な大陸のほとんどが海へと沈み、いくつかの小大陸と島の点在する世界となっている。そのため離れた土地への移動の多くは渡航か移動ポータルによって行われる。海洋事業が盛んで港町も多いのが特徴。
エメルカユーゴが育った村。義父のアリベールの営む料亭の他には特にこれといった特徴はなく、ごく普通ののどかな村。近くには迷いの森と呼ばれる深い森があり、その奥には森の精霊たちを統べるソフトオークという名の巨木の精霊が住んでいる。
サディダ王国
生命の樹を中心とした深い森に囲まれた緑豊かな国。国民は全て生命の樹から命を授けられており、その恩恵で繁栄している。種族の女性は見た目は普通だが、男性はみな顔が緑の毛で覆われているのが特徴。ちなみにサディダの子供は畑のような場所から生まれてくる。文明は原始的な部分が多く機械類は一切存在しない。クラの種族と同盟を結んでいる。
クラの護衛団
サディダ王国と同盟を結んでいるクラの種族で構成された組織。主にサディダ王国での守備や治安維持、近隣の調査などを行なっている。クラの男性を中心として構成されており、エヴァンジェリンやクラオフェも籍を置いている。なおエヴァンジェリンに関してはアマリアの侍女兼護衛の任を受けているので、直接的に防衛や戦闘に加わることは少ない。
シュシュ守護騎士団
イオップの組織する集団で、シュシュと呼ばれる悪魔のような存在の宿った武器を携えているのが特徴。組織の概要ははっきりとは説明がなく、各地に騎士が点在し自由に行動している。主な目的も不明。トリストパンには師匠がおり、騎士団としての全てを教わった。トリストパンの持つ魔剣ルビラックスはかつてその師匠が守護者であったがトリストパンへと継承された。
シュシュは守護者と呼ばれる持ち主を決めて使役するが、その実力が伴わない限り従うことはない。トリストパンは未熟さゆえかルビラックスを開放すると体を乗っ取られてしまう。後にある試練を乗り越えてからはルビラックスの力を完全に制御出来るようになる。

### スタッフ
- 共同制作 - Ankamaアニメーション、フランス3
- 製作 - Ankama

Noximilien l'horloger
- 監督・絵コンテ・演出 - チェ・ウニョン
- キャラクターデザイン - 湯浅政明
- 作画監督 - 三原三千夫
- 制作協力 - スタジオコクピット、ワオワールド、オープロダクション、すたじおかぐら、動画工房、旭プロダクション
- 協力 - Ankama Japan

Ogrest, la légende
- 監督・絵コンテ・演出 - 高橋敦史
- キャラクターデザイン・作画監督 - 清水洋
- 作画監督 - 尾崎和孝
- 制作協力 - マッドハウス、DR MOVIE（韓国）、スタジオワイエス、スタジオジブリ
- 制作 - Ankama Japan

### エピソード一覧
話数は日本版準拠。なお日本語版において、サブタイトルは、各エピソード中では一切表示されない。しかし、2018年07月頃からのディズニーXDでのシーズン1の放送ではOPの最後、作品のタイトルロゴが表示されるカットで日本語と英語のサブタイトルがクレジットされる。英語のサブタイトルはwikipediaの英語ページ参照。

#### シーズン1
| #  | サブタイトル             | 原題                             | 放送日（仏）   | 放送日（日）   |
| -- | ------------------------ | -------------------------------- | -------------- | -------------- |
| 1  | 霧から生まれし子供       | L'Enfant des brumes              | 2008年10月30日 | 2017年7月23日  |
| 2  | エリアトローブのユーゴ   | Yugo l'Eliatrope                 | 2008年10月31日 | 2017年7月30日  |
| 3  | 黒いカラス               | Le Corbeau noir                  | 2008年11月19日 | 2017年8月6日   |
| 4  | 呪われし姉妹             | Miss Moche                       | 2008年12月17日 | 2017年8月13日  |
| 5  | 村の救い主               | Les Cinq Magnifiques             | 2009年1月28日  | 2017年8月20日  |
| 6  | 吸血鬼                   | Vampyro                          | 2009年2月15日  | 2017年8月27日  |
| 7  | 病床の美女               | Vénéneuse                        | 2009年2月21日  | 2017年9月3日   |
| 8  | 闘うパン屋               | Xav le boulanger                 | 2009年2月28日  | 2017年9月10日  |
| 9  | リュエルのポシェット     | Le Sac de Ruel                   | 2009年3月7日   | 2017年9月17日  |
| 10 | 地獄のゴッボウル - その1 | L'Enfer du Boufbowl (1re partie) | 2009年3月14日  | 2017年9月24日  |
| 11 | 地獄のゴッボウル - その2 | L'Enfer du Boufbowl (2e partie)  | 2009年3月21日  | 2017年10月1日  |
| 12 | 地獄のゴッボウル - その3 | L'Enfer du Boufbowl (3e partie)  | 2009年3月28日  | 2017年10月8日  |
| 13 | いざ出航                 | Calme bleu                       | 2009年4月18日  | 2017年10月15日 |
| 14 | 禁断の島                 | L'Île de Moon                    | 2009年6月20日  | 2017年10月22日 |
| 15 | アダマイ                 | Adamaï                           | 2009年6月20日  | 2017年10月29日 |
| 16 | エリアキューブ           | L'Eliacube                       | 2009年11月5日  | 2017年11月5日  |
| 17 | 不滅のドラゴン           | Grougaloragran l'éternel         | 2009年12月5日  | 2017年11月12日 |
| 18 | トフ同盟                 | La Confrérie du Tofu             | 2009年12月12日 | 2017年11月19日 |
| 19 | サディダの王国           | Le Royaume Sadida                | 2009年12月19日 | 2017年11月26日 |
| 20 | 生命の樹                 | L'Arbre de vie                   | 2010年1月9日   | 2017年12月3日  |
| 21 | イゴール                 | Igôle                            | 2010年1月16日  | 2017年12月3日  |
| 22 | ルビラックス             | Rubilax                          | 2010年1月23日  | 2017年12月10日 |
| 23 | ドフスの聖域             | La Quête du Dofus                | 2010年3月20日  | 2017年12月24日 |
| 24 | 再会                     | Retrouvailles                    | 2010年6月5日   | 2018年1月7日   |
| 25 | 伝説をつむぐ者           | J'entre dans la légende          | 2010年6月5日   | 2018年1月14日  |
| 26 | 最終決戦                 | Le Mont Zinit                    | 2010年6月5日   | 2018年1月21日  |

#### シーズン2
| #  | サブタイトル       | 原題                        | 放送日（仏）   | 放送日（日） |
| -- | ------------------ | --------------------------- | -------------- | ------------ |
| 27 | モンスターとキメラ | "Monstres et chimères"      | 2011年2月26日  |              |
| 28 | ルビラクシア       | "Rubilaxia"                 | 2011年3月5日   |              |
| 29 | レミントン・スミス | "Remington Smisse"          | 2011年3月12日  |              |
| 30 | バーシダルの帰還   | "Le retour de Pinpin"       | 2011年3月19日  |              |
| 31 | ドラゴンピッグ     | "Le Dragon-Cochon"          | 2011年3月26日  |              |
| 32 | キルビー           | "Qilby"                     | 2011年4月2日   |              |
| 33 | 奇襲               | "Guet-apens"                | 2011年4月9日   |              |
| 34 | 正義の騎士         | "Chevalier justice"         | 2011年4月16日  |              |
| 35 | ルシュの世界       | "Le monde de Rushu"         | 2011年4月30日  |              |
| 36 | クリス・ラ・クラス | "Kriss la Krass"            | 2011年6月4日   |              |
| 37 | 仮面のプレイヤー   | "Le Boufbowler masqué"      | 2011年6月11日  |              |
| 38 | 秘密兵器           | "Le Emporg"                 | 2011年6月18日  |              |
| 39 | 渇きの夜           | "La Nuit des Soiffards"     | 2011年10月29日 |              |
| 40 | 声泥棒             | "Le Voleur de Voix"         | 2011年11月5日  |              |
| 41 | ワビット島         | "L'île des Wabbits"         | 2011年11月12日 |              |
| 42 | 呪われた泉         | "La Fontaine Maudite"       | 2011年11月19日 |              |
| 43 | １２の世界の評議会 | "Le Conseil des Douze"      | 2011年11月26日 |              |
| 44 | クレオフィー       | "Cléophée"                  | 2011年12月3日  |              |
| 45 | 一握りのカマス     | "Pour une Poignée de Kamas" | 2011年12月10日 |              |
| 46 | ジニット号         | "Le Zinit"                  | 2012年1月14日  |              |
| 47 | ベラフォン島       | "L'île des Bellaphones"     | 2012年1月21日  |              |
| 48 | 沈黙の指輪         | "Le Silence des Anneaux"    | 2012年1月28日  |              |
| 49 | クリムゾンクロ―    | "Les Griffes Pourpres"      | 2012年2月11日  |              |
| 50 | 無敵のフェイリス   | "Phaéris le Puissant"       | 2012年2月18日  |              |
| 51 | 白の次元           | "La Dimension Blanche"      | 2012年2月25日  |              |
| 52 | エリアトロープの民 | "Le Peuple Eliatrope"       | 2012年3月3日   |              |

#### OVA
| #     | サブタイトル     | 原題                                                           | 放送日（仏）   | 配信日（日） |
| ----- | ---------------- | -------------------------------------------------------------- | -------------- | ------------ |
| OVA 1 | 壱の書：氷の玉座 | La Quête des Six Dofus Éliatropes - Livre 1: Le Trone de Glace | 2014年11月15日 | 2015年       |
| OVA 2 | 弐の書：アーシュ | La Quête des Six Dofus Éliatropes - Livre 2: Ush               | 2014年11月22日 | 2015年       |
| OVA 3 | 参の書：竜の山   | La Quête des Six Dofus Éliatropes - Livre 3: Mont Dragons      | 2014年11月29日 | 2015年       |

#### シーズン3
| #  | サブタイトル             | 原題                             | 放送日（仏）  | 配信日（日） |
| -- | ------------------------ | -------------------------------- | ------------- | ------------ |
| 53 | ねらわれたヒーローたち   | Tomber de haut                   | 2017年9月2日  | 2018年4月6日 |
| 54 | この父にしてこの子あり   | Tel père, telle fille            | 2017年9月2日  | 2018年4月6日 |
| 55 | オロポの塔（とう）       | La Tour d'Oropo                  | 2017年9月2日  | 2018年4月6日 |
| 56 | 開かれしとびら           | Pas si bête                      | 2017年9月3日  | 2018年4月6日 |
| 57 | 真のイオップ             | Les Iops se cachent pour pleurer | 2017年9月3日  | 2018年4月6日 |
| 58 | エカフリップのつめとぎ   | L'Arbre à Ecaflip                | 2017年9月9日  | 2018年4月6日 |
| 59 | ピンボール・パニック     | Faut pas flipper                 | 2017年9月9日  | 2018年4月6日 |
| 60 | アルパゴーン             | Arpagone                         | 2017年9月10日 | 2018年4月6日 |
| 61 | サディダ神の娘（むすめ） | Le Temple de Sadida              | 2017年9月10日 | 2018年4月6日 |
| 62 | すべてをこわす力         | Lorsque les murs tombent         | 2017年9月16日 | 2018年4月6日 |
| 63 | 新たな時代を築く者       | Oropo                            | 2017年9月16日 | 2018年4月6日 |
| 64 | ヒーローの苦悩（くのう） | L'Hyperzaap                      | 2017年9月17日 | 2018年4月6日 |
| 65 | イングロリアム           | Inglorium                        | 2017年9月17日 | 2018年4月6日 |

#### 特別編
テレビシリーズ・OVAと異なり、日本での展開は2023年現在イベント上映のみとなっている。
| #    | サブタイトル             | 原題                  | 放送日（仏）  | 配信日（日） |
| ---- | ------------------------ | --------------------- | ------------- | ------------ |
| 26.5 | 時計職人のノクシミリアン | Noximilien l'horloger | 2010年6月5日  | 日本未配信   |
| 34.5 | 伝説のオグレスト         | Ogrest, la légende    | 2011年4月23日 | 日本未配信   |

#### ミニワクフ
| #  | サブタイトル               | 原題                          | 放送日（仏）   | 配信日（日） |
| -- | -------------------------- | ----------------------------- | -------------- | ------------ |
| 1  | トリストパンのシチュー     | Une blanquette pour Tristepin | 2008年10月30日 | 日本未配信   |
| 2  | 暗い森                     | Forêt sombre                  |                | 日本未配信   |
| 3  | ブルジョアのジョーバック   | Jorbak le bourgeois           |                | 日本未配信   |
| 4  | 醜くなろう                 | Soyons moches                 |                | 日本未配信   |
| 5  | パトリングのシミ！         | Splotch le flaqueux !         |                | 日本未配信   |
| 6  | グール売ります             | Sales goules                  |                | 日本未配信   |
| 7  | （老いた）乙女の秘密       | Secrets de (vieilles) filles  |                | 日本未配信   |
| 8  | 愛しのパン!                | Ô ma mie !                    |                | 日本未配信   |
| 9  | 穴あきバッグの冒険者       | Les aventuriers du sac troué  |                | 日本未配信   |
| 10 | 行け ルージュ！            | Allez les rouges !            |                | 日本未配信   |
| 11 | お金は臭くない             | L’argent n’a pas d’odeur      |                | 日本未配信   |
| 12 | スポーツ愛                 | Pour l’amour du sport         |                | 日本未配信   |
| 13 | 老人は大変                 | Le vieil homme est amer       |                | 日本未配信   |
| 14 | ジャングルの王子           | Le prince de la jungle        |                | 日本未配信   |
| 15 | « クラック »               | Je « crac » pour toi          |                | 日本未配信   |
| 16 | 上級グルメ                 | Les fins gourmets             |                | 日本未配信   |
| 17 | 荒い芸術                   | L’art brute                   |                | 日本未配信   |
| 18 | リュエルの空カバン         | Ruel vide son sac             |                | 日本未配信   |
| 19 | 流行の犠牲者               | Victime de la mode            |                | 日本未配信   |
| 20 | エヌトロフのブルース       | Le blues de l’enutrof         |                | 日本未配信   |
| 21 | カロットをジュースにしたよ | Les cawottes sont cuites      |                | 日本未配信   |
| 22 | 砂漠のデザート             | Le dessert du désert          |                | 日本未配信   |
| 23 | 忠犬                       | Un bon chienchien             |                | 日本未配信   |
| 24 | クロワタック               | Corbacatac                    |                | 日本未配信   |
| 25 | 不可能な任務               | Mission impossible            |                | 日本未配信   |
| 26 | ゴッボール授賞式           | La cérémonie des boufdors     |                | 日本未配信   |
| 27 | チクタク攻撃               | L’attaque du tic-tac          | 2010年6月5日   | 日本未配信   |